# Tillandsia churinensis
Tillandsia churinensis är en gräsväxtart som beskrevs av Werner Rauh. Tillandsia churinensis ingår i släktet Tillandsia och familjen Bromeliaceae. Inga underarter finns listade i Catalogue of Life.